# Облаты
Облаты — в христианском монашестве (особенно в католичестве, православии и англиканстве) это частные лица или сообщества людей, которые посвящают свою жизнь служению Богу, следуя определенной монашеской традиции, но не становясь при этом монахами.
На данный момент термин облаты имеет два общепринятых значения:
- Частные лица, миряне или духовенство, ведущие свой обычный образ жизни в обществе, но предпочитающие строить свою жизнь в соответствии с определенными монашескими правилами, хотя и не принося никаких монашеских обетов, то есть не являясь в строгом смысле монахами. Они приносят обещание соблюдать правила монастыря или монашеского ордена, с которым они себя связывают, в своей частной жизни, в той степени, насколько обстоятельства жизни это позволяют. Облаты так же могут приносить тождественные монашеским обетам обещания (возобновляя их раз в год или сразу на всю жизнь, или вовсе не давая никаких обещаний — в зависимости от традиций монастыря с которым Облаты себя связывают), но в отличие от обетов, они не столь строги и их нарушение не ведет к каноническим прещениям. Облаты не представляют собой отдельный религиозный орден как таковой, но считаются расширенной частью монашеской общины. Они сопоставимы с терциариями, связанными с различными монашескими орденами в католичестве, но в более мягкой степени.
- Термин облаты также используется в официальном названии некоторых религиозных и монашеских институтов как указание на их чувство преданности Богу.

Среди наиболее известных облатов были 12-й король Германии Генрих II Святой, святая Франциска Римская, поэтесса Кэтлин Норрис и американская анархистка Дороти Дей.

## Происхождение и история
Термин облаты имел разные значения в различные периоды истории Церкви. В ранний период так называли детей, которые по обету их родителей посвящались для служения Богу и жили при бенедиктинских монастырях с самого раннего возраста, причём Церковь относилась к ним как к монахам. Десятый Толедский собор в 656 году запретил принимать в монастыри детей младше 10 лет и разрешил им покинуть монастырь после достижения ими половой зрелости, если на то будет их желание. После Десятого Толедского собора вошёл в обиход термин puer oblatus, которым обозначали облатов, не достигших половой зрелости и имеющих возможность в будущем покинуть монастырь. Позднее термин Облаты стал обозначать людей пожилого возраста, которые ушли на пенсию с королевской службы и жили при монастырях или бенефициях в богадельнях.
В XI веке аббат Вильям из Хиршау ввел в монастыре конверзов, которые делились на две категории: fratres barbati, принимающих на себя монашеские обеты, но не монашеский постриг, и oblati, которые были рабочими и слугами в монастыре, добровольно исполняли монастырские правила, но не принимали монашеских обетов.
В дальнейшем, вследствие многочисленных реформ церковного и монастырского устройства, разница между fratres barbati и oblati исчезла, и они стали называться просто конверзами. Кассинские бенедиктинцы, например, проводили принципиальное различие между conversi, commissi и oblati. Conversi, конверзы в собственном смысле, приносили торжественные обеты и носили скапулярий, commissus приносили простые обеты, одевались как монахи, но не носили скапулярий, oblati давали обет послушания аббату, посвящали свою жизнь монастырю, но носили светское платье.
К середине XVII века статусы conversus и commissus нивелируются, поскольку таковые приносили свои обеты лишь на год (с возможностью продления) и были на самом деле неотличимы, за исключением одежд, от oblatus прошлых веков. Таким образом, в позднее средневековье статусы oblatus, conversus и commissus (а также confrater и donatus) становятся взаимозаменяемыми и обозначают любого, кто, за его щедрость или труды в монастыре, получил привилегию членства в братии, оставаясь мирянином, с долей в молитвах и трудах монашеского братства.
Каноническая Церковь знала только два различия в статусах монашествующих: первое между собственно монахами и облатами, второе же — между облатами «mortuus mundo», то есть «умершими для мира», кто отдал себя монашескому служению без остатка, и «plene oblatus», которые сохраняли личную свободу и право на собственность и имущество.

## Современное состояние

### Секулярные облаты
В современной практике многие бенедиктинские общины имеют большее или меньшее число светских облатов. Это священнослужители или миряне, аффилированные с каким-либо конкретным монастырем по их выбору, принесшие обещания (пожизненные, или ежегодно возобновляемые) соблюдать правила святого Бенедикта в их частной жизни дома и на работе, но лишь в той степени, насколько обстоятельства их жизни могут это позволить.
Облаты находятся в личных отношениях с монашеской общиной и не являются объектами приложения канонического права, то есть никакие церковные законы не регламентируют их появление, образ жизни и поведение.

### Конвентуальные облаты
Существует небольшое количество облатов, которые проживают в монашеской общине. Они несут молитвенные и хозяйственные труды наравне с братией монастыря, не получая никакого материального вознаграждения за это, могут иметь одеяния схожие с монашескими, но они не приносят обетов и не становятся монахами, а потому могут покинуть монастырь в любое время.

### Монашеские конгрегации
Существует несколько католических монашеских конгрегаций, которые используют слово «облаты» в своем имени или в расширенной версии своего названия. Это не облаты как таковые, и не следует их путать. Среди конгрегаций облатов наиболее крупными и известными являются:
- Миссионеры-облаты Непорочной Девы Марии (OMI)
- Облаты святого Франциска Сальского (фр., OSFS)
- Облаты святого Иосифа (OSI)
- Облаты Девы Марии (OMV)